# Bodhran Saxum
Il Bodhran Saxum è una struttura geologica della superficie di 65803 I Dimorphos.